# Cristiana Muscardini
Cristiana Muscardini (n. 6 noiembrie 1948, Cannobio, Provincia Verbania) este un politician  italian, fost membru al Parlamentului European în perioada 1999 - 2004 din partea Italiei. 
1. 1 2  Deputații în Parlamentul European